# マジテレ!
ヒューマン情報バラエティー マジテレ!（ヒューマンじょうほうバラエティ マジテレ!）は、信越放送（SBCテレビ）で、2006年10月7日から2007年9月29日まで毎週土曜日に生放送されていた情報バラエティ番組。略称は「マジテレ!」。

## 概要
- 信越放送の新社屋移転（長野市問御所町「TOiGO SBC」）に伴ってスタートした。
- 毎週、長野県に住んでいて様々なことに真剣・熱中に取り組んでいる「本気な人」を見つけ出し密着・応援、そして紹介していこうとする情報番組。
- 司会には、自称「長野が大好きだ」というダチョウ倶楽部に加えて、2006年8月18日まで平日夕方に放送されていた夕方ワイド番組「Uパレード」で司会を務めていたSBCアナウンサーの久保田祥江・高木直人が務めた。またこの番組には「Uパレード」スタッフの一部が携わっている。
- 番組タイトルの題字はみのもんたが揮毫したものである。
- 2007年9月29日にわずか1年で終了した。

## 放送時間
- 毎週土曜　13:05〜14:00

（番組初回は10:30からの拡大版で放送）

## 出演者
- ダチョウ倶楽部
- 久保田祥江（SBCアナウンサー）
- 高木直人（SBCアナウンサー）

## 備考
- 初回放送では新番組開始記念・新社屋移転記念として、特別ゲストにみのもんたが登場した。そして番組タイトルの題字は、みのが揮毫したものである。ちなみにみのは通常のスケジュールならば、土曜の午後は生放送のラジオ番組（文化放送「みのもんたのウィークエンドをつかまえろ」）に出演しているが、初回放送日は丁度プロ野球パシフィック・リーグのプレーオフ生中継を文化放送が行う為、番組が休止であったので、生出演が可能であった。
- 長野県で最も歴史の古い民放局であるSBCが、わざわざ東京から有名人を招いてのレギュラー番組であり、また在長局の中では番組制作率が一番高いものの、比較的堅めの番組内容が多かったことから、これまでの同局からは考えられないバラエティ番組の新設が果たして長続きするかが注目されていたものの、しかし、番組は1年間で終わってしまった。